# Рюккерс
Рю́ккерс, редко Ру́ккерс (нидерл. Ruckers, нем. Rückers) — династическая корпорация фламандских мастеров-производителей клавесинов в конце XVI и в XVII веках.
Основатель династии Ханс Рюккерс (между 1533 и 1555 — 1598, Мехелен) обосновался в 1575 году в Антверпене, а в 1579 получил официальную лицензию на производство в этом городе музыкальных инструментов. Его сын Иоанн Рюккерс (1578—1642) унаследовал предприятие от отца, получив аналогичную лицензию в 1611 году. В обязанности последнего также входила инспекция орга́нов в регионе Антверпена. Другой сын Андреас Рюккерс (1579 — после 1645) поначалу работал вместе с братом; позже основал собственную инструментальную мастерскую по соседству. Сын последнего, с тем же именем Андреас Рюккерс (1607 — до 1667) работал, вероятно, совместно с отцом. Иоанн Куше́ (Couchet, 1615—1655), племянник Иоанна Рюккерса, работал в его мастерской вплоть до смерти дяди в 1642 году; с 1643 года вошёл в состав ремесленного цеха Рюккерсов. Слава его как изготовителя клавесинов (под торговой маркой «Рюккерс») в последующие годы даже превосходила самих Рюккерсов. 
На сегодняшний день сохранилось около 130 оригинальных «Рюккерсов», построенных в период между 1580 и 1680 гг. (многие инструменты неоднократно реставрировались). По свидетельству современников «Рюккерсы» обладали примечательным и неповторимым звуком, который обеспечил им востребованность в среде музицирующих аристократов и профессиональных музыкантов, особенно в Нидерландах и Франции. Большое значение придавалось внешнему виду инструментов, некоторые из которых — настоящие шедевры прикладного искусства. Для нынешнего движения аутентистов Рюккерс — образцовый барочный клавесин и эталон «исторического» музыкального инструментария.
Сохранившиеся образцы Рюккерсов выставлены в гамбургском «Музее искусств и ремесёл» (Museum für Kunst und Gewerbe, в рамках так называемой «коллекции Бойрмана»), в берлинском Музее музыкальных инструментов, в парижском Музее музыки, в римском Национальном музее музыкальных инструментов и др. европейских и американских музеях.